# Croatania yemassee
Croatania yemassee är en mångfotingart som beskrevs av Shelley 1977. Croatania yemassee ingår i släktet Croatania och familjen Xystodesmidae. Inga underarter finns listade i Catalogue of Life.